# Pelayo Novo
Pelayo Novo García (Riaño, Langreo, 1 de noviembre de 1990-Oviedo, 28 de febrero de 2023) fue un futbolista español que jugaba de centrocampista. Después de un accidente, que le obligó a retirarse del fútbol, se dedicó al tenis en silla de ruedas.

## Trayectoria
Comenzó a jugar con el equipo de su ciudad natal, el Real Oviedo, con quien jugó tres temporadas en la Segunda División B. En la última marcó siete goles en treinta y cuatro partidos (2749 minutos jugados) para ayudar a los asturianos a terminar en sexta posición.
El 6 de julio de 2012, Pelayo firmó un contrato de tres años con el Elche C. F. de la Segunda División. El 19 de agosto hizo su debut oficial, al entrar como sustituto de Carles Gil en los últimos minutos de un partido que ganaron en casa 4-2 contra la S. D. Ponferradina; posteriormente, el 6 de octubre, anotó su primer gol en la Liga, que contribuyó a una victoria por 1-2 contra el C. D. Mirandés.
En julio de 2013 renovó su contrato por dos años con el club valenciano, aunque fue inmediatamente cedido al Córdoba C. F. para la temporada 2013-14, en la que consiguió el ascenso a Primera División. El 29 de julio del año siguiente se trasladó a C. D. Lugo también en un acuerdo temporal.
El 23 de junio de 2017 fue presentado como nuevo jugador del CFR Cluj, aunque en agosto del mismo año se incorporó al Albacete Balompié. El 31 de marzo de 2018, siendo jugador del Albacete Balompié, se precipitó al vacío desde el tercer piso del hotel Abba de Huesca, donde se encontraba concentrado junto a su equipo. Fue operado de sus lesiones en el Hospital Clínico Universitario Lozano Blesa de Zaragoza, donde permaneció 51 días ingresado.
El 31 de octubre confirmó su retirada del fútbol por culpa del accidente. Tras esto se dedicó al tenis en silla de ruedas, mientras proseguía con su recuperación de las lesiones provocadas por el accidente. El 25 de junio del 2022 se casó con su novia Icíar López, en Oviedo.

## Fallecimiento
El 28 de febrero de 2023 falleció, arrollado por un tren, en la estación de La Corredoria, Oviedo.

## Clubes
| Club                | País    | Año       | Partidos (goles) |
| ------------------- | ------- | --------- | ---------------- |
| Real Oviedo Vetusta | España  | 2007-2009 | 6 (3)            |
| Real Oviedo         | España  | 2008-2012 | 94 (14)          |
| Elche C. F.         | España  | 2012-2013 | 27 (1)           |
| Córdoba C. F.       | España  | 2013-2014 | 24 (1)           |
| C. D. Lugo          | España  | 2014-2015 | 14 (4)           |
| Elche C. F.         | España  | 2015-2017 | 55 (6)           |
| CFR Cluj            | Rumanía | 2017      | 0 (0)            |
| Albacete Balompié   | España  | 2017-2018 | 3 (0)            |